# Język bachtiarski
Język bachtiarski – język irański używany przez około 1 milion osób w południowo-zachodnim Iranie. Jego obszar obejmuje ostany Chuzestan, Czahar Mahal wa Bachtijari, Lorestan i Isfahan. 
Należy do języków luri (lori). Z perspektywy geograficznej i strukturalnej stanowi formę pośrednią pomiędzy lori północnym i lori południowym, lecz jest bliższy temu drugiemu.
Pierwsze prace nt. języka bachtiarskiego ukazały się w I poł. XX w.
Jest zapisywany pismem arabskim.